# Крупеня, Иванна Ивановна
Иванна Ивановна Крупеня (род. 3 апреля 1990, Ровно) — украинская боксёрша, дзюдоистка, боец ММА. Серебряный призёр чемпионата Европы 2009 года. Бронзовый призёр чемпионата Европы 2011 года. Семикратная чемпионка Украины (2009, 2011, 2012, 2019 годы). Мастер спорта Украины по дзюдо (2005), мастер спорта международного класса по боксу (2009). Капитан женской украинской команды по боксу «Украинские львицы».

## Биография
Родилась 3 апреля 1990 года в Ровно, Украинская ССР. Закончила Ровненский государственный гуманитарный университет (2012).

## Карьера
Международный турнир по боксу среди женщин класса А «Кубок Николаева» Николаев, Украина, 03-09.09.2012 1 место категория до 54 кг.
Международный турнир «XIII International Silesian Women’s Boxing Championships», Глейвиц, Польша, 9-15.09.2018 1 место категория до 54 кг.
Женский поединок по правилам ММА в рамках третьего этапа серии турниров по смешанным единоборствам Tech-KREP FC: PRIME Selection 2016, п. Афипский, Краснодарский край, Россия. 6.08.2016 Досрочная победа над Самирой Бадртдиновой(Россия).
Тренеры по дзюдо — В. Балевский, М. Романкевич, по боксу — О. Мартиненко, В. Мартиненко, В. Кондрат.